# Bengt-Olof Thylén
Bengt-Olof Thylén, född 15 februari 1927 i Göteborg (Oscar Fredrik), död 15 augusti 2003 i Göteborg (Vasa), var en svensk disponent och politiker (m).
Thylén var ledamot av riksdagens andra kammare från 1965, invald i Göteborgs stads valkrets.